# McClintock Ridge
Der McClintock Ridge ist ein markanter, ost-westlich ausgerichteter und 11 km langer Gebirgskamm in der antarktischen Ross Dependency. In den Churchill Mountains ragt er 10 km nördlich des Rubin Peak in der Carnegie Range. Nahe der Mansergh Wall erreicht er eine Höhe von rund 1400 m und fällt bis zum Algie-Gletscher auf rund 400 m ab.
Das Advisory Committee on Antarctic Names benannte ihn 2003 nach der US-amerikanischen Genetikerin und Nobelpreisträgerin Barbara McClintock (1902–1992).